# 朱塞佩·奥尔莫
朱塞佩·奥尔莫（義大利語：Giuseppe Olmo，1911年11月22日—1992年3月5日），意大利男子自行车运动员。他曾代表意大利参加1932年夏季奥林匹克运动会自行车比赛，获得男子团体公路赛金牌。